# Bangkok Revenge
Pour plus de détails, voir Fiche technique et Distribution.
Bangkok Revenge (Elephant White) est un film américain réalisé par Prachya Pinkaew en 2011.

## Synopsis
Un assassin est engagé par un homme d'affaires pour venger le meurtre de sa fille par des marchands d'esclaves en Thaïlande.

## Distribution
- Kevin Bacon (VF : Philippe Vincent) : Jimmy the Brit
- Djimon Hounsou (VF : Jean-Paul Pitolin) : Curtie Church
- Jirantanin Pitakporntrakul : Mae
- Weeraprawat Wongpuapan : Boss Katha
- Abhijati 'Meuk' Jusakul : Advisor Bhun
- Sahajak Boonthanakit : Rajahdon
- Vithaya Pansringarm : le chauffeur de taxi